# Anghelache Donescu
Anghelache Donescu, född den 18 oktober 1945 i Bukarest i Rumänien, död 28 augusti 2023, var en rumänsk ryttare.
Han tog OS-brons i lagtävlingen i dressyren i samband med de olympiska ridsporttävlingarna 1980 i Moskva.